# Isla Garrobo
La Isla Garrobo es una isla de Honduras en el Golfo de Fonseca, en el Océano Pacífico, relacionada con la actividad volcánica del Arco volcánico centroamericano. La Isla Garrobo contiene al Cerro Garrobo. Tiene una comunidad denominada, San Carlos. 

## Isla satélite (islote)
- Isla Matate {13°20′3.5″ N 87°43′14.5″ O}
- Isla Coyote {13°19′34″ N 87°43′15″ O}
- Isla Violín {13°19′20″ N 87°42′49″ O}